# Lonchaea albigena
Lonchaea albigena is een vliegensoort uit de familie van de Lonchaeidae. De wetenschappelijke naam van de soort is voor het eerst geldig gepubliceerd in 1953 door Collin.